# 石井辰彦
石井 辰彦（いしい たつひこ、1952年6月7日 - ）は、日本の歌人。本名同じ。いずれの結社にも属さないTanka poet。作品に古今東西の芸術作品を引用、暗示するとともに句読点や記号類を多用、また、文語と口語を混淆させ視覚的な配列をも重視する連作構造を採る特異な作風に特徴がある。アクロスティック、ダブル・アクロスティック、隠し題等の遊び心に満ちた作品も多い。

## 人物
神奈川県横浜市生まれ、同市育ち。1968年（昭和43年）神奈川県立希望ヶ丘高等学校に入学。二浪の後、1973年（昭和48年）早稲田大学商学部に入学した。入学直前に三一書房が募集した現代短歌大系新人賞に「七竈」50首で応募、同賞を受賞した。なお、選考座談会において委員の中井英夫は「まるで冥府から釋迢空と三島由紀夫が相談して送ってよこしたようで…」とコメントしている。因みに他の選考委員は大岡信と塚本邦雄が務めている。
1974年（昭和49年）に現代短歌大系新人賞の最終候補者でグループを結成し、機関誌『ＵＴＡ-ＶＩＴＲＡ』創刊号を発刊。グループには荒木竜之、柏木茂、川島晴夫、長岡裕一郎、藤川高志、松岡洋史、吉川満、渡部洋士が加わった。その後、『ＵＴＡ-ＶＩＴＲＡ』は『ＵＴＡ-ＶＩＴＲＡ　SATZ』と改称して第９号まで発刊された。
1977年（昭和52年）に早稲田大学を卒業し、朝日新聞社に入社。主として出版局で勤務。岡井隆の『現代百人一首』の口述筆記等を担当したことを契機に、岡井との親交が始まった。
1992～95年、四方田犬彦と夏石番矢とともにボーダレスの同人雑誌『三蔵』（全６号）を編集・発行。その後、2002～06年、四方田犬彦と小池昌代を同人に『三蔵２』（全６号）を、2010年、北島敬三と松井茂を同人に『三蔵３』を編集・発行した。
1992年、江畑實とともに短歌同人誌「円卓」を企画・編集し、創刊号を発行。以降、第３号（1993年）まで刊行。なお、同人として高橋睦郎などが加わった。
現代詩の調査研究を目的にAsian Cultural Council（アジアン・カルチュラル・カウンシル）の奨学金を得て、1997年12月1日から98年3月1日までニューヨークに滞在した。当地では、ポエトリー・リーディングの会に参加し、自作を朗読した。
一方、国内においては明治学院大学言語文学研究所の「短歌教室（読む短歌・詠む短歌）」や朝日カルチャーセンターの「朗読する歌人たち」などを通じて、ポエトリー・リーディング活動を行っている。
2009年3月30日から2010年3月15日まで、朝日新聞月曜夕刊の「恋する大人の短歌教室」の企画を担当、投稿された短歌の選評執筆とその添削を務めた。

## 著書

### 創作
- 『七竈』深夜叢書社、1982年
- 『墓』七月堂、1989年
- 『バスハウス』書肆山田、1994年
- 『海の空虚』不識書院、2001年
- 『百花殘る。と、聞きもし、見もし……』　西山美なコとの共同制作、ギャラリーイヴ、2003年
- 『全人類が老いた夜』書肆山田　りぶるどるしおる51、2004年
- 『蛇の舌』書肆山田、2007年
- 『詩を弃て去つて』書肆山田、2011年
- 『ローマで犬だつた』書肆山田、2013年
- 『逸げて來る羔羊』書肆山田　りぶるどるしおる81、2016年
- 『あけぼの杉の竝木を過ぎて』書肆山田　りぶるどるしおる87、2020年

### 撰集
- 『石井辰彦歌集』砂子屋書房　現代短歌文庫151、2020年

### 評論
- 『現代詩としての短歌』書肆山田　りぶるどるしおる31、1999年

## 逸話
•	浪人時代のエピソードが四方田犬彦の『ハイスクール１９６８』に描かれている。

•	三島由紀夫に捧げた「海の空虚」と題した連作において、短歌を書き始めたのは彼の死んだ日の夜に死者に喚びかける１４行の詩のごときものを書いたことが契機だと語っている。

•	同性愛者であることを表明、作品上にはＫと言うパートナーの存在が示唆されている。

•	映画、演劇、歌舞伎、オペラ、宝塚等についても造詣が深く、筑紫哲也が編集長時代（1984年～87年）の『朝日ジャーナル』に、演劇時評を定期的に寄稿していた。

•	「引喩を多用するのはよいが、外国語原典からの引用について邦訳も解説も示さないのは、ペダンティックに過ぎはしまいか。」との批判を受け、『詩を弃て去つて』以降の歌集には別冊附録を付け、エピグラフと外国語引用の解説を加えている。